# Janthinea asiatica
Janthinea asiatica là một loài bướm đêm trong họ Noctuidae.